# Wissembourg
Wissembourg (tyska Weißenburg) är en kommun i Bas-Rhin, Alsace, Frankrike. Den ligger längs floden Lauter nära gränsen mellan Frankrike och Tyskland, cirka 60 km norr om Strasbourg och cirka 35 km väster om Karlsruhe. År 2022 hade Wissembourg 7 541 invånare.

## Historik

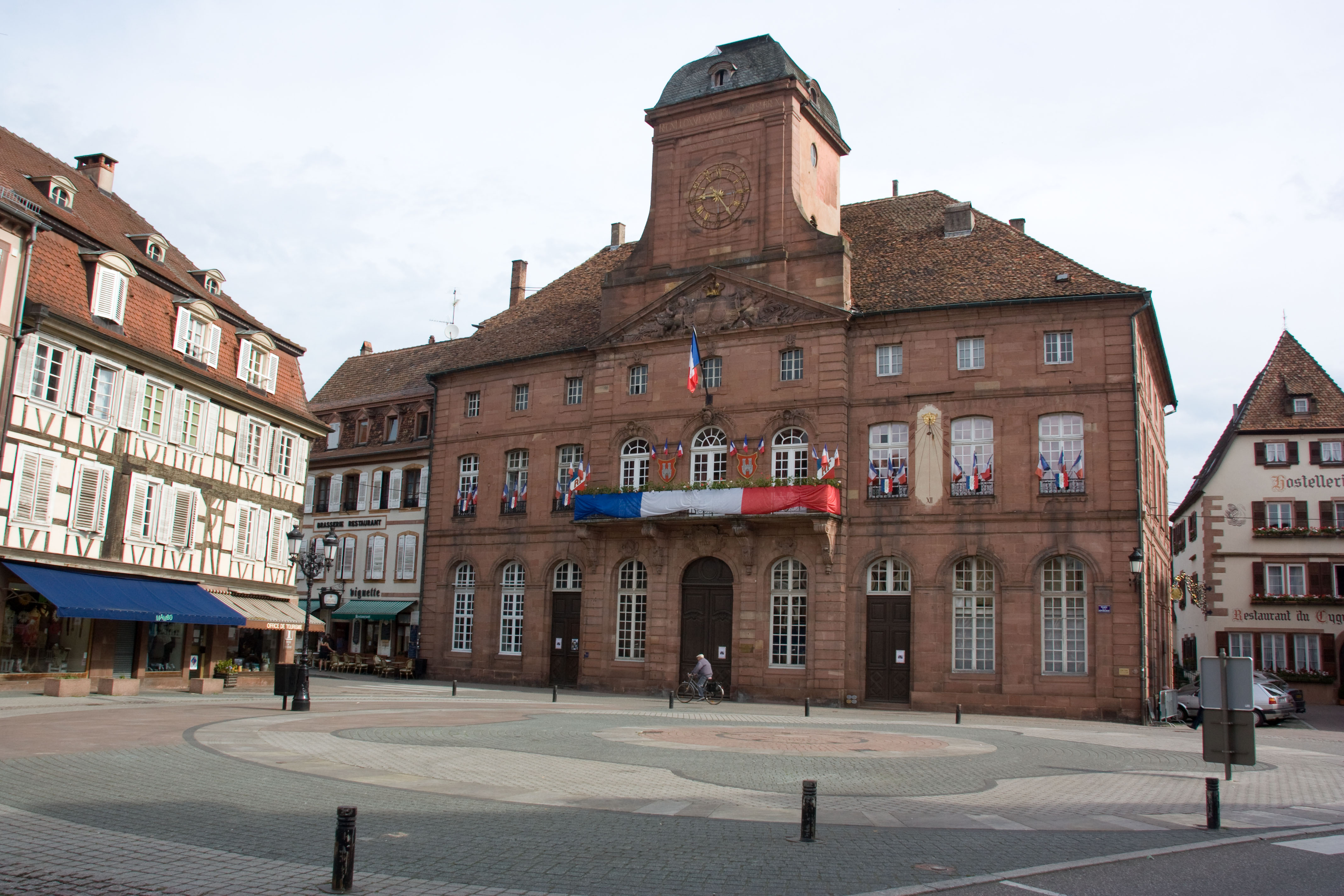
Rådhuset i Wissembourg

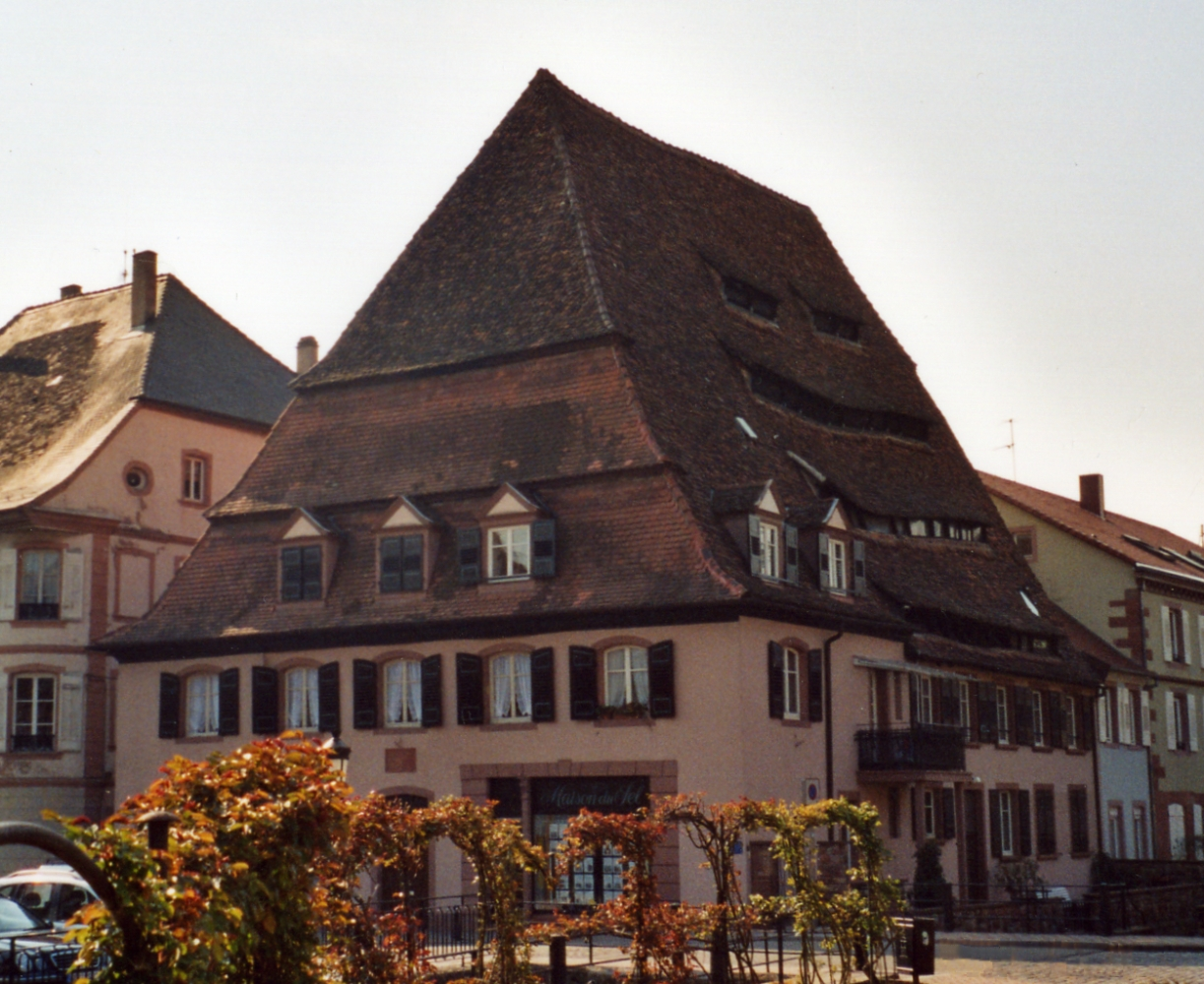
Maison du Sel (Salzhaus) i Wissembourg

Den 4 augusti 1870 ägde Slaget vid Wissembourg rum. Det var det första slaget under det fransk-tyska kriget.

## Befolkningsutveckling
Antalet invånare i kommunen Wissembourg
| Referens: INSEE |

## Kända personer från orten
- Otfrid von Weissenburg
- Jean-Gotthard Grimmer, (1749–1820)
- Louis Moll, agronom
- Joseph Guerber, författare
- Stanisław Leszczyński, polsk kung 1704-1709
- Charles de Foucauld, upptäckare
- Auguste Dreyfus, affärsman
- Jean Frédéric Wentzel
- Jean-François Kornetzky, fotbollsmålvakt
- Martin Bucer (1491–1551)